# Gabardito
Gabardito est une station de ski de fond des Pyrénées espagnoles située dans la Province de Huesca en communauté autonome d'Aragon.